# تونی بیگز (بازیکن فوتبال)
تونی بیگز (انگلیسی: Tony Biggs؛ زادهٔ ۱۷ آوریل ۱۹۳۶) ورزشکار فوتبال اهل بریتانیا است.
از باشگاه‌هایی که در آن بازی کرده‌است می‌توان به باشگاه فوتبال آرسنال، باشگاه فوتبال لیتون اورینت، و باشگاه فوتبال گیلفورد سیتی اشاره کرد.
وی همچنین در تیم ملی فوتبال تیم ملی فوتبال آماتور انگلستان بازی کرده‌است.